# Liquid Tension Experiment 2
Liquid Tension Experiment 2 – drugi studyjny album supergrupy muzycznej Liquid Tension Experiment. Wydawnictwo ukazało się 15 czerwca 1999 nakładem wytwórni muzycznej Magna Carta Records.
Fragment utworu Acid Rain został wykonany na koncertowym albumie grupy Dream Theater Live Scenes from New York. Końcowy fragment na fortepian z utworu When the Water Breaks został dołączony do utworu A Change of Seasons, wykonanego podczas koncertu w Nowym Jorku, wydanym później jako Live Scenes from New York.
Nagrania zostały zarejestrowane w Millbrook Sound Studios w Millbrook w Nowym Jorku na przełomie października i listopada 1998 roku we współpracy z inżynierem Chrisem Cubetą. Miksowanie w nowojorskich Avatar Studios wykonał Kevin „Caveman” Shirley. Mastering wykonał Leon Zervos w Absolute Audio w Nowym Jorku.

## Lista utworów
Opracowano na podstawie materiału źródłowego.
1. „Acid Rain” – 06:35
2. „Biaxident” – 07:40
3. „914” – 04:01
4. „Another Dimension” – 09:50
5. „When the Water Breaks” – 16:58
6. „Chewbacca” – 13:35
7. „Liquid Dreams” – 10:48
8. „Hourglass” – 04:26

## Muzycy
Opracowano na podstawie materiału źródłowego.

- Tony Levin – gitara basowa, chapman stick
- John Petrucci – gitara elektryczna
- Mike Portnoy – perkusja
- Jordan Rudess – instrumenty klawiszowe
- Chris Cubeta – realizacja nagrań
- Pat Thrall – produkcja muzyczna
- Spyros Poulos – produkcja muzyczna
- Kosaku Nakamura – produkcja muzyczna
- Kevin „Caveman” Shirley – miksowanie
- Rich Alvy – asystent inżyniera dźwięku
- Leon Zervos – mastering
- Paul La Raia – zdjęcia
- 4D Advertising – okładka